# Balise de signalisation routière en France
Pour les articles homonymes, voir Balise.
Dans le domaine routier, une balise est un dispositif implanté pour guider les usagers ou leur signaler un risque particulier, ponctuel ou linéaire, sur un itinéraire traité de façon homogène.
L'objet de la signalisation de danger est d'attirer de façon toute spéciale l'attention des usagers de la route aux endroits où leur vigilance doit redoubler en raison de la présence d'obstacles ou de points dangereux. La signalisation de danger est réalisée à l'aide :
- de panneaux de type A pour les dangers courants ;
- de panneaux de type G pour la signalisation de position des passages à niveau ;
- de balises de type J.

Le présent article est consacré aux balises, codifiées J en France.

## Typologie selon la fonction
On distingue :
- Les balises de virage qui ont pour objet de matérialiser le tracé extérieur des virages. Elles sont réservées aux virages qui peuvent ne pas apparaître clairement aux automobilistes ;
- Les balises d’intersection qui ont pour objet de matérialiser une intersection, généralement située hors agglomération, quel que soit le régime de priorité établi ;
- Les balises d’alignement ;
- Les balises de guidage.

## Typologie selon la nature
On distingue :
- les balises souples, c'est-à-dire les dispositifs de balisages implantés de manière permanente ou temporaire et susceptibles de ne pas présenter de déformations irréversibles après choc en axe ou passage de roues ;
- les balises rigides, qui peuvent se déformer mais doivent résister à certaines sollicitations.

## Liste des balises utilisées en France
| Type         | Fonction | Représentation                                                                                 |
| ------------ | --- | ---------------------------------------------------------------------------------------------- |
| J1           | Balisage des virages. | Virage avec des balises J1, aux Saintes-Maries-de-la-Mer (Bouches-du-Rhône))                   |
| J1 bis       | Balisage des virages sur routes fréquemment enneigées. | Balises J1bis sur la N85 proche de Saint-Firmin (Hautes-Alpes)                                 |
| J3           | Signalisation de position des intersections de routes. | Intersection signalée par deux bornes J3 à droite, à Veigy-Foncenex (Haute-Savoie)             |
| J4           | Balisage de virages. | Balise J4 multi-chevrons                                                                       |
| J5           | Signalisation des têtes d’îlots directionnels à contournement par la droite. | Balise J5 située à Cranves-Sales (Haute-Savoie)                                                |
| J6           | Délinéateur. Balisage des limites de chaussées. | Balise J6 située au Vaudioux (Jura)                                                            |
| J7           | Manche à air. Balise indiquant l’endroit où souffle fréquemment un vent latéral violent ainsi que l’intensité et la direction de celui-ci. | Manche à air J7 au bord de l'autoroute, à Arthaz-Pont-Notre-Dame (Haute-Savoie)                |
| J10          | Balise pour passage à niveau. La balise J10 est de couleur blanche et comporte une à trois bandes rouges obliques. | Balise J10 et panneau du passage à niveau de la ligne de Dracy à Étang, Autun (Saône-et-Loire) |
| J11          | Dispositif de renforcement d’un marquage continu permanent. La balise J11 est de couleur blanche. | Balises J11 sur la départementale à Lucinges (Haute-Savoie)                                    |
| J12          | Dispositif de renforcement d’un marquage permanent en divergent. La balise J12 est de couleur verte. | Balises J12 dans la grande rue du bourg de Sulignat (Ain)                                      |
| J13          | Balise de signalisation d’obstacle. La balise J13 comporte des bandes obliques alternativement bleues et blanches. | Balise J13 de signalisation d'un obstacle.                                                     |
| J14a et J14b | Balises de musoir, signalant la divergence des voies. La balise J14a est constituée d'un élément unique en forme de demi-cercle portant sur sa face avant deux flèches de couleur blanche sur fond vert. La balise J14b est constituée d'une série d'éléments dont la face avant porte un graphisme en forme de chevron de couleur blanche sur fond vert. | Balise J14a à l'entrée d'une aire d'autoroute (Yonne)                                          |
| J15a et J15b | Plot rétroréfléchissant ou de bordure destiné au renforcement, de nuit, du guidage ou de la perception de la signalisation horizontale permanente. Le plot est composé d’un ou deux rétroréflecteurs de couleur blanche. | Balise J15b                                                                                    |
| J16          | Jalonneur-réflecteur destiné au guidage latéral continu, de nuit, en complément de la signalisation horizontale permanente. la balise J16 est constitué d’un élément rétroréfléchissant incolore ou de couleur blanche, qui s’inscrit dans un carré solidaire d’un piquet fixé au sol.                                                                    |                                                                                                |
| J17          | Plot lumineux destiné au guidage latéral par sens de circulation, en complément de la signalisation horizontale permanente et des signaux d'affectation de voies R21 |                                                                                                |

## Non agressivité en cas de choc
Leur constitution, leurs modes d'ancrage au sol ou de fixation sur d'autres équipements doivent être tels qu'ils ne présentent qu'une faible agressivité en cas de choc.

## Caractéristiques mécaniques des balises rigides

### Résistance aux chocs
Soumis à l'essai de résistance aux chocs au pendule Charpy à -15 °C, +20 °C et +50 °C, les éprouvettes, découpées dans le corps des balises de virage J1 ou d'intersection J3, ne doivent pas présenter de rupture.

### Traction-allongement
Les essais de traction-allongement sont effectués, selon les normes NF EN ISO 527-1 et NF EN ISO 527-3, à -15 °C, +20 °C et +50 °C avec une vitesse de traction de 10 mm/min, sur des éprouvettes découpées dans le corps des balises de virage J1 ou d'intersection J3.
Les contraintes et les allongements au seuil d'écoulement doivent atteindre les valeurs minimales mentionnées dans le tableau ci-dessous.
|                           | -15 °C | +20 °C | +50 °C |
| ------------------------- | ------ | ------ | ------ |
| Résistance minimale (MPa) | 22     | 11     | 8,5    |
| Allongement minimal (%)   | 5      | -      | -      |

### Flexion
Mesurée conformément selon une méthode d'essai spécifique aux balises permettant de déterminer la déformation d'une balise sous application d'une charge, la valeur moyenne de flexion doit être inférieure ou égale à 60 mm sous l'effet d'une charge de 20 daN.